# Optio

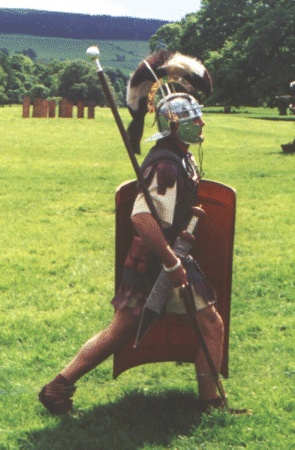
Một người mặc trang phục optio La-mã tại di chỉ doanh thành Cilurnum - Trường thành Hadrianus (Anh), tháng 5 năm 2000

Optio là cấp bậc hạ sĩ quan chỉ huy cao nhất trong Quân đội La-mã cổ đại, đảm nhiệm vai trò phó chỉ huy trưởng của centuria. So sánh tương đối với hệ thống quân hàm trong quân đội thời hiện đại, optio tương đương với quân hàm trung úy. Nhiệm vụ chủ yếu của quân nhân mang chức danh optio là phó chỉ huy trưởng centuria (optio centuriae). Ngoài ra có khá nhiều vị trí khác mà optio có thể đảm nhiệm.
Optio là một chức danh quan trọng trong Quân đội La-mã. Vị trí của optio là ở phía sau đội hình của centuria, hiệu chỉnh đội hình và đôn đốc binh sĩ nhằm duy trì sự hiệu quả của chiến thuật phương trận. Nhiệm vụ của họ còn bao gồm việc thi hành và bảo đảm thi hành các mệnh lệnh của centurio, thay thế vị trí của centurio khi cần thiết, giám sát cấp dưới của mình, và một loạt các nhiệm vụ về chỉ huy quân sự khác.
Optio được trả gấp đôi mức lương cơ bản, và có nhiều cơ hội được thăng cấp để thay thế centurio cũ khi ông này nghỉ hưu, được thăng cấp hay tử trận.

## Từ nguyên
Danh từ La-tinh "optio", số nhiều: "optiones" ("optiōnēs"), có nguồn gốc từ động từ "optāre" ("được chọn") bởi vì optio được centurio lựa chọn và thăng lên từ đội ngũ hạ sĩ quan trong centuria).
Đôi khi "optio" được thay thế bằng "option" như "centurio/centurion", nhưng cách dùng từ này ít khi được sử dụng để tránh nhầm lẫn với từ tiếng Anh "option" - "chọn lựa".

## Vai trò của optio
Các optio có thể nắm giữ các vai trò sau:
- Optio ad carcerem: Optio phụ trách các công tác bên ngoài của nhà tù, trại giam như áp giải, truy bắt.
- Optio ad spem ordinis: Optio đang chuẩn bị để được bổ nhiệm lên centurio.
- Optio candidatus: Optio đang chuẩn bị để được bổ nhiệm lên centurio.
- Optio carceris: Optio phụ trách một khu hay một dãy phòng giam.
- Optio centuriae: "Người được chọn của centuria". Là phó chỉ huy trưởng và "chỉ huy phía sau" của centuria. Optio centuriae là quân nhân lương bậc 2 (duplicarius) (Quân chủ lực: 450 denarius năm 70 SCN, 600 denarius năm 84 SCN, so với mức lương cơ bản lần lượt là 225 và 300 denarius ở các thời kỳ trên), tức là được nhận gấp đôi mức lương cơ bản. Quân nhân ở vị trí này thường mang một cây gậy gỗ dài gọi là hastile. Đó vừa là vật tượng trưng cho chức vụ, vừa là dụng cụ quy chuẩn dùng để hiệu chỉnh đội hình khi optio duy trì phương trận centuria trong chiến đấu.
- Optio centurionis: "Người được centurio chọn". Tương tự như optio centuriae, là phó chỉ huy trưởng của centuria.
- Optio custodiarum: Optio công tác trong đơn vị đóng tại một đồn kiểm soát.
- Optio draconarius: Optio công tác trong đội ngũ draconarius (thuộc lực lượng kị binh), là quân nhân mang biểu trưng cấp cao trong Quân đội Đế chế La-mã thời kỳ sau.
- Optio equitum: Optio công tác trong lực lượng kị binh quân đoàn chủ lực hoặc Vệ binh Praetoria.
- Optio fabricae: Optio công tác trong công binh xưởng quân đoàn.
- Optio navaliorum: Optio công tác trên chiến hạm.
- Optio praetorii: Trợ lý trong bộ chỉ huy quân đoàn (praetorium).
- Optio principalis: Optio có quyền giám sát các hoạt động quân sự (Trong thời kỳ Nguyên thủ, từ thế kỷ thứ II trở đi); không phải ai giữ chức danh optio cũng có quyền đó.
- Optio speculatorum: Optio công tác trong lực lượng kị vệ binh tinh nhuệ.
- Optio spei: Optio đang chuẩn bị để được bổ nhiệm lên centurio.
- Optio statorum: Optio công tác trong đại đội quân cảnh quân đoàn.
- Optio tribuni: Trợ lý của giám quân (tribunus).
- Optio valetudinarii: Optio công tác trong bộ phận quân y quân đoàn.

## Quân phục
Không giống như centurio, quân phục của optio so với binh lính dưới quyền không khác nhau là bao. Để phân biệt một optio trong centuria phải dựa vào chiếc mũ giáp mà anh ta đội. Trên đỉnh mũ có một chùm bờm ngựa bán nguyệt với đuôi bờm khá dài, và hai chiếc lông chim hoặc chùm trang trí hình đuôi ngựa được cắm ở hai bên mũ.
Áo giáp của optio cùng loại với binh sĩ dưới quyền. Anh ta có thể mặc giáp tấm xếp (lorica segmentata) hoặc giáp xích (lorica hamata), cũng như mang đoản kiếm gladius bên hông phải (ngược lại với centurio). Một điểm để phân biệt khác là cây gậy gỗ được gọi là hastile, được sử dụng để hiệu chỉnh các hàng ngang, hàng dọc trong đội hình phương trận của centuria. Cây gậy này có thể cao ngang bằng chiều cao của optio. Optio thường mang theo các bản sáp ong (một vật dụng dùng thay giấy, bao gồm một khay gỗ được trát một lớp sáp ong, người ta thường dùng que nhọn để viết lên đó), trên đó ghi lại các công việc cần hoàn thành trong ngày.

## Sử gia Vegetius viết về optio
Các optio là hạ sĩ quan thân cận nhất (của centurio), và họ được đích danh lựa chọn bởi các sĩ quan cấp trên (centurio), làm nhiệm vụ thay thế hoặc hỗ trợ trong trường hợp (centurio) ốm đau hoặc bị tai nạn khác. (Vegetius. Tác phẩm De Re Militari, II)